# Serra-di-Ferro
Serra-di-Ferro (en cors Sarra di Farru) és un municipi francès, situat a la regió de Còrsega, al departament de Còrsega del Sud. L'any 2006 tenia 420 habitants.

## Demografia
| 1962 | 1968 | 1975 | 1982 | 1990 | 1999 | 2006 |
| ---- | ---- | ---- | ---- | ---- | ---- | ---- |
| 277  | 284  | 334  | 342  | 327  | 353  | 420  |

## Administració
| Període   | Identitat          | Partit | Qualitat |
| --------- | ------------------ | ------ | -------- |
| 1989-2008 | Antoine Giorgi     | UMP    |          |
| 1947-1989 | Jean-Baptiste Tomi |        |          |